# Пушкино (Саратовска област)
Вижте пояснителната страница за други значения на Пушкино.
Пушкино (на руски: Пушкино) е селище от градски тип в Русия, разположено в Советски район, Саратовска област. Населението му към 1 януари 2018 година е 2214 души.